# Omágua
Omágua (Kambeba, Omaguáz, Kampeva, Kambéba, Cambeba), pleme ili skupina plemena pravih Tupi Indijanaca. nastanjeni skroz na zapadu bazena Amazone u graničnom području Brazila i Perua. Tradicionalni teritorij koj isu nastanjivbali je rijeka Solimões (Amazonas) kod ušća rijeke Napo. Njima etnički i jezično najbliži rođaci su Cocama, Cocamilla i druga Tupi plemena koja žive nastanjena na atlantskoj obali Brazila, to su Tupí, Tupinamba, Tupinikin, Potiguára, etc. Omágua danas žive na području općine Tefé i na trima rezervatima a) Kokama s Cocama Indijancima; b) Jaquiri, u općini Maraã; c) Igarapé Grande u općini Alvarães. Cijepanjem ovog plemena u povijesti nastala su plemena Cocama i Cocamilla. njihove ostale skupine su Aizuare (Aissuari), Curacirari (Curazicari), Curuzicari (Curucicuri) i Paguana (Paguara). Etničkih je bilo 627 (1976).

## Vanjske poveznice
- Omagua  Arhivirana inačica izvorne stranice od 3. travnja 2009. (Wayback Machine)